# Pauletta Foppa
Pauletta Foppa, född 22 december 2000 i Amilly, är en fransk handbollsspelare som spelar som mittsexa.

## Klubbkarriär
Foppa började vid 10 års ålder spela handboll i skolan i Villemandeur. Hon spelade sedan i föreningen USM Montargis. I september 2014 anslöt hon till  Pôle Espoirs Féminin i Orléans. Under sista året i Pôle Espoirs spelade hon för Fleury Loiret Handball som mittsexa  under säsongen 2017-2018 i franska högstaligan.  Sedan säsongen 2018-2019 spelar hon för Brest Bretagne HB. Med  Brest Bretagne spelade hon EHF Women´s Champions League och blev 2021 uttagen i All Star Team i Champions League. 2021 vann hon franska ligatiteln och cupen med klubben. 

## Landslagskarriär
Pauletta Foppa spelade 2017 i det franska  U-17 landslaget och kom på fjärde plats i U17-EM. 2018 spelade Foppa vid U18-VM. Hon avslutade sedan karriären i ungdomslandslagen för att spela på seniornivå.
Foppa debuterade den 22 november 2018 i franska damlandslaget och redan en månad senare blev hon europamästare med Frankrike. Två år senare spelade hon 2020 åter final i EM men denna förlorade Frankrike mot Norge. Foppa stod för 5 mål i finalen. Hon var med i det franska lag som vann guld i OS 2020 i Tokyo. Foppa stod för 34 mål och valdes in i  vid OS 2020. I december 2021 vann hon ett silver i VM och blev åter uttagen i All Star Team. 

## Individuella utmärkelser
- All-Star mittsexa vid the OS 2020[7]
- All-Star mittsexa i  EHF Womens´s Champions League 2021
- All-Star mittsexa vid VM 2021[8]
- All-Star mittsexa vid EM 2022[9]
- EHF Excellence Awards Säsongens unga spelare 2022/23

- Riddare av Hederslegionen,  8 september 2021[10]

[Redigera Wikidata]